# Le Figaro
Le Figaro (IPA: /lə fiɡaʁo/) är en av de ledande franska morgontidningarna med en upplaga på nära 350 000 exemplar (2004). 
Tidningen grundades 1826 av Maurice Alhoy och Le Poitevin Sainte-Alme som ett oppositionsorgan, vilket utsattes för en följd av åtal, som tvingade tidningen att upphöra.
Figaro återuppstod 1854 under Hippolyte de Villemessant och blev från 1866 dagstidning. Tidningen hade en medarbetarstab med tidens mest berömda "krönikörer" som Albert Wolff, Edmond François Valentin About, Léo Lespès, Aurélien Scholl och Francisque Sarcey och vann snabbt framgång genom sina kåserier från den litterära världen och de fashionabla salongerna. 
Från 1867 blev Le Figaro ett politiskt oppositionsorgan med en tid Henri Rochefort som medarbetare. Efter fransk-tyska kriget blev Le Figaro monarkistisk. Sedan Villemessant avlidit 1879 efterträddes han av Magnard, som omlade Le Figaro till en övervägande elegant tidning av konservativt och religiöst snitt. Som sådan spelade den åren omkring sekelskiftet 1900 en synnerligen betydande roll. 
Under Gaston Calmettes redaktörskap ingrep den på nytt i den politiska polemiken. Calmette dödades 16 mars 1914 av politiska skäl av Joseph Caillaux' hustru. Den spirituelle Alfred Capus, i samarbete med Robert de Flers, upprätthöll tidningens kultiverade läggning och litterära inflytande. Senare inköptes Le Figaro av François Coty, och hade en kortare tid Lucien Romier som politisk redaktör. Namnet ändrades av Coty till Figaro, men återtog senare sitt gamla namn.
Tidningen stödjer Union pour un Mouvement Populaire - ett center-höger parti. Tidningens motto är Sans la liberté de blâmer, il n'est point d'éloge flatteur.

## Galleri

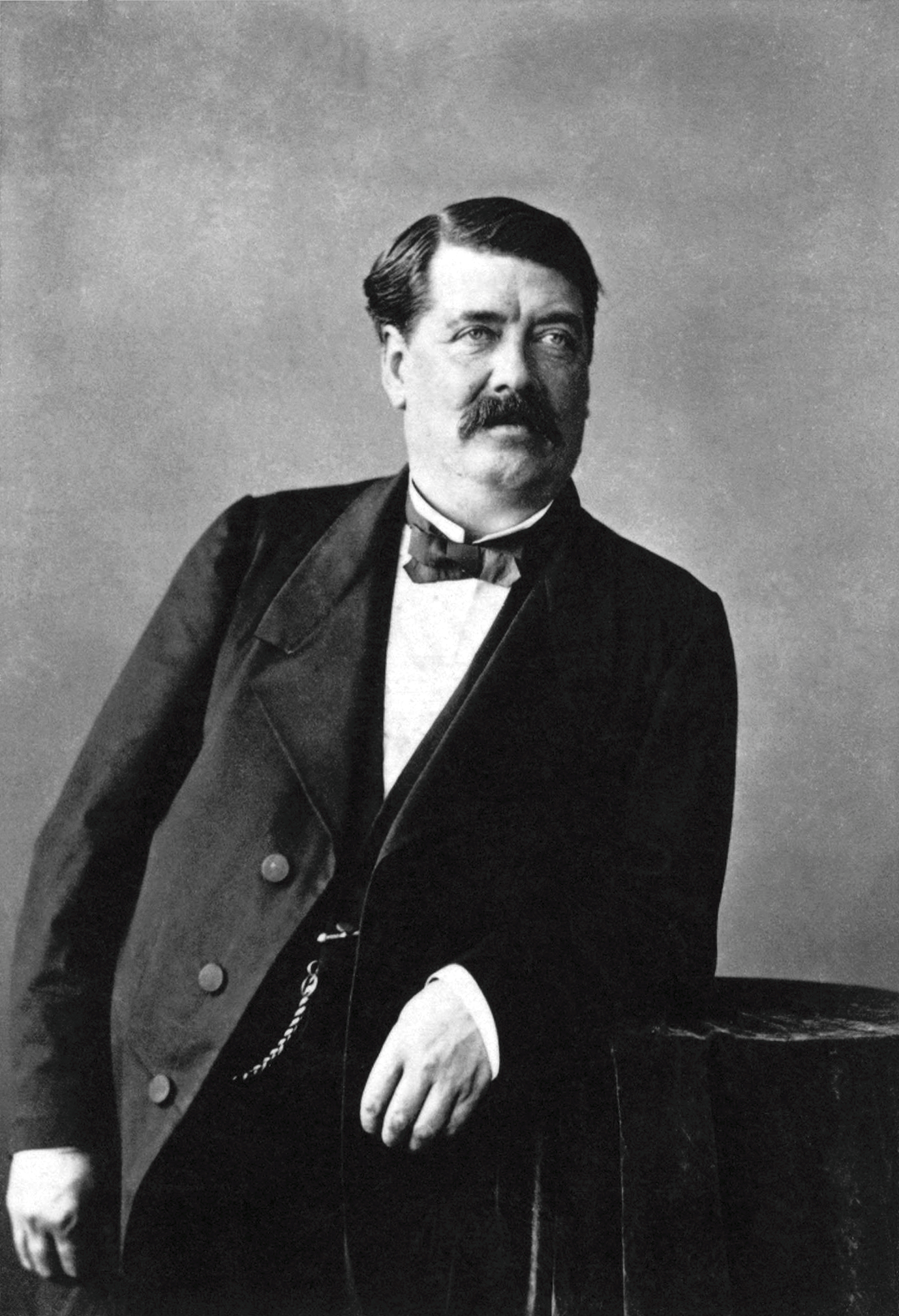
Hippolyte de Villemessant. Foto:Felix Nadar ca 1855.
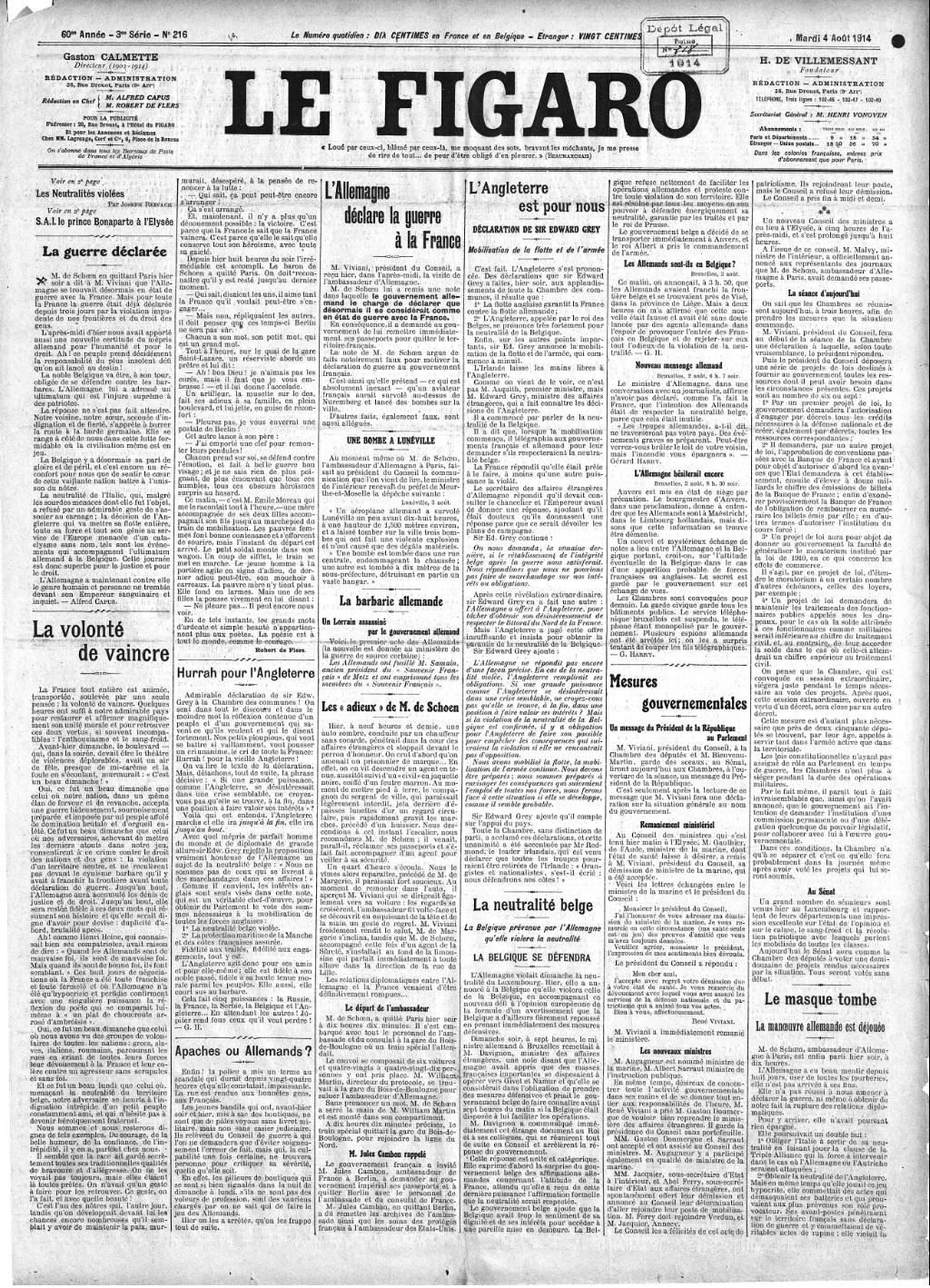
Le Figaro 4 augusti 1914, dagen efter att Tyskland förklarat krig mot Frankrike.
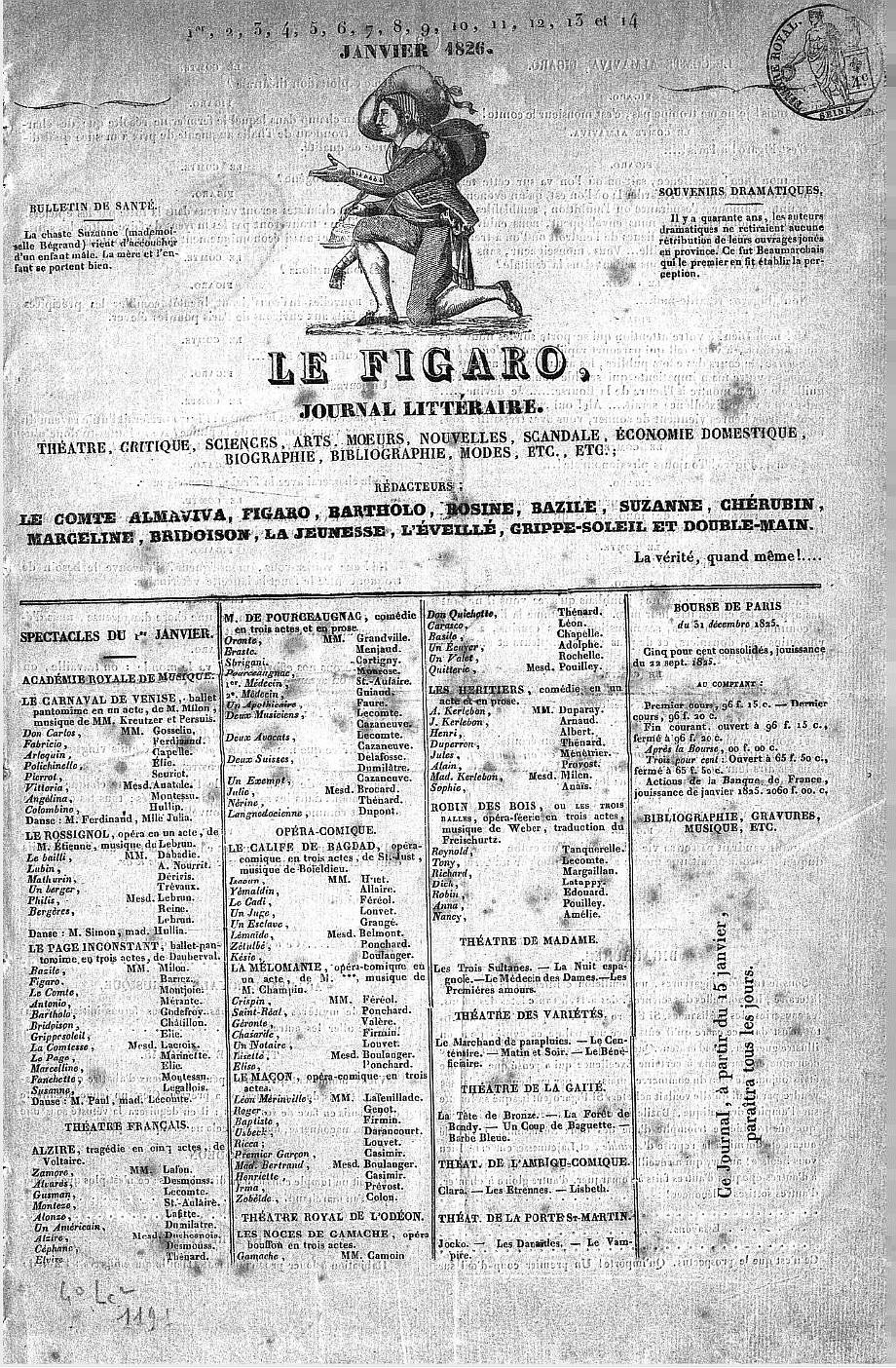
Första numret av Le Figaro från 1 till 14 januari 1826.
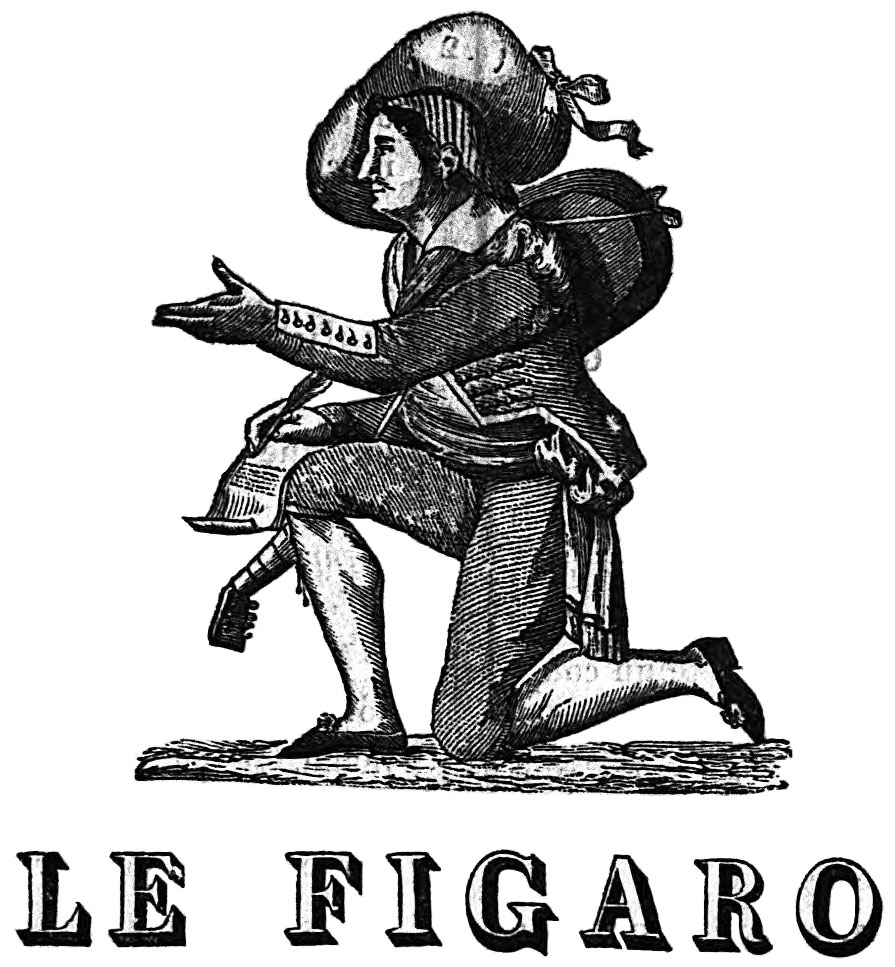
Tidningens logotyp 1826.
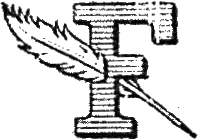
Logotyp 1920.
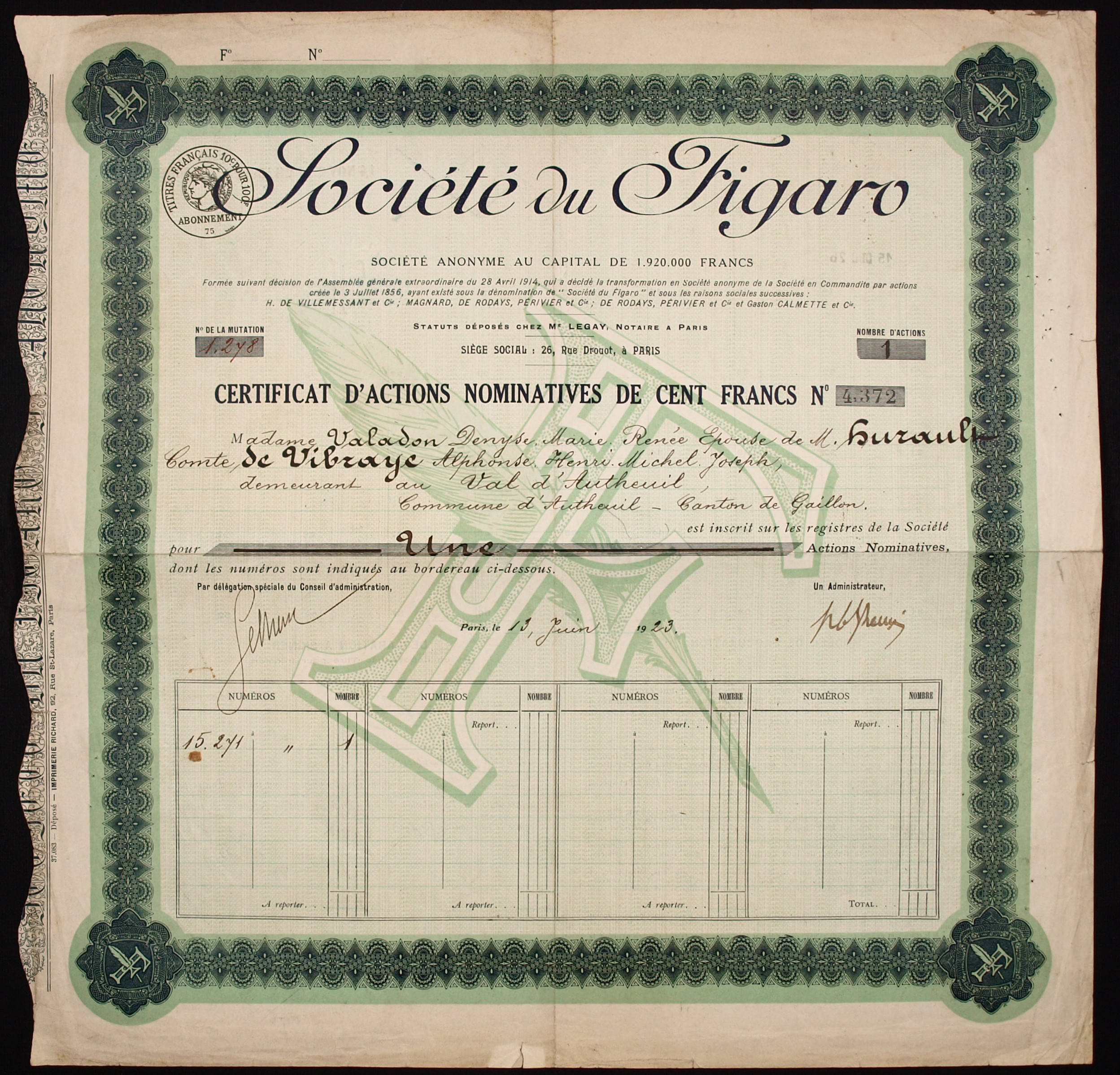
En Le Figaro aktie från 1923.